# Kúpkoordináták

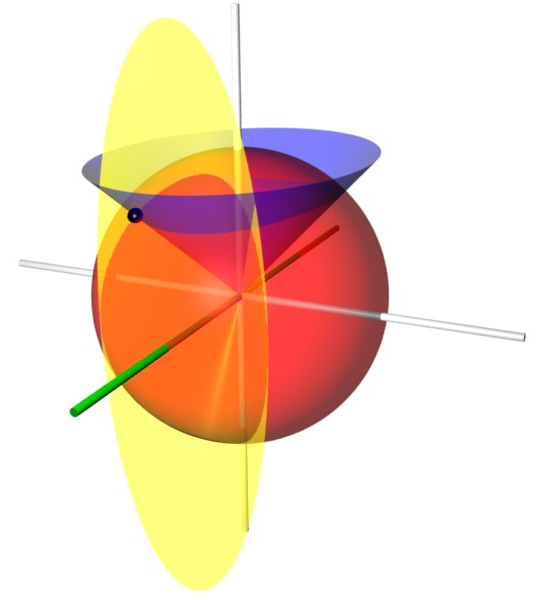
A kúpkoordináták koordinátafelületei. A bés cparaméterek értéke rendre 1, illetve 2. A piros gömb az r = 2 értékhez tartozik; a kék elliptikus kúp, melynek tengelye a z-tengely, az μ=cosh(1) értéket reprezentálja; illetve az x-tengelyű sárga elliptikus kúp megfelel a ν^{2} = 2/3 értéknek. A három felület közös metszéspontja a P pont (fekete gömbként), aminek Descartes-koordinátái megközelítőleg (1,26; -0,78; 1,34). Az elliptikus kúpok a gömböt gömbi kúpszeletekben metszik

A kúpkoordináták egy ortogonális háromdimenziós koordináta-rendszert alkotnak, melynek koordinátafelületei origó középpontú gömbök, illetve elliptikus kúpok két, egymásra merőleges családja. Egy kúp és egy gömb metszete gömbi kúpszelet. A kúpkoordináták a polárkoordináta-rendszer egyik térbeli általánosítása.

## Alap definíciók
Legyenek egy pont Descartes-koordinátái {\displaystyle (x,y,z)}, és adva legyenek a {\displaystyle b,c} paraméterek, ahol {\displaystyle 0<b} és {\displaystyle 0<c.} Ekkor az {\displaystyle (r,\mu ,\nu )} kúpkoordináták definiálhatók, mint:
{\displaystyle x={\frac {r\mu \nu }{bc}}}
{\displaystyle y={\frac {r}{b}}{\sqrt {\frac {\left(\mu ^{2}-b^{2}\right)\left(\nu ^{2}-b^{2}\right)}{\left(b^{2}-c^{2}\right)}}}}
{\displaystyle z={\frac {r}{c}}{\sqrt {\frac {\left(\mu ^{2}-c^{2}\right)\left(\nu ^{2}-c^{2}\right)}{\left(c^{2}-b^{2}\right)}}}}
A koordinátákra ezeket a megkötéseket szokták tenni:
{\displaystyle \nu ^{2}<c^{2}<\mu ^{2}<b^{2}.}
A konstans {\displaystyle r}-hez tartozó felületek origó középpontú gömbök:
{\displaystyle x^{2}+y^{2}+z^{2}=r^{2},}
míg a többi koordinátához tartozó koordinátafelületek végtelen elliptikus kúpok:
{\displaystyle {\frac {x^{2}}{\mu ^{2}}}+{\frac {y^{2}}{\mu ^{2}-b^{2}}}+{\frac {z^{2}}{\mu ^{2}-c^{2}}}=0}
és
{\displaystyle {\frac {x^{2}}{\nu ^{2}}}+{\frac {y^{2}}{\nu ^{2}-b^{2}}}+{\frac {z^{2}}{\nu ^{2}-c^{2}}}=0.}
Ebben a koordináta-rendszerben Laplace egyenlete és a Helmholtz-egyenlet is szétválasztható.

## Skálázási tényezők
Az {\displaystyle r}-hez tartozó skálázási tényező hr = 1, mint a gömbkoordinátáknál. A többi koordináta skálázási tényezői:
{\displaystyle h_{\mu }=r{\sqrt {\frac {\mu ^{2}-\nu ^{2}}{\left(b^{2}-\mu ^{2}\right)\left(\mu ^{2}-c^{2}\right)}}}}
és
{\displaystyle h_{\nu }=r{\sqrt {\frac {\mu ^{2}-\nu ^{2}}{\left(b^{2}-\nu ^{2}\right)\left(c^{2}-\nu ^{2}\right)}}}.}

## Fordítás
Ez a szócikk részben vagy egészben  a   Conical coordinates című angol Wikipédia-szócikk fordításán alapul.  Az eredeti cikk szerkesztőit annak laptörténete sorolja fel. Ez a jelzés csupán a megfogalmazás eredetét és a szerzői jogokat jelzi, nem szolgál a cikkben szereplő információk forrásmegjelöléseként.